# Pásztorniczky Lajos
Dr. Pásztorniczky Lajos (Deregnyő, 1925. március 24. – Budapest, 1981. május 17.) okleveles villamosmérnök, a műszaki tudományok kandidátusa (1961), tanszékvezető egyetemi docens, a Haza Szolgálatáért Érdemérem tulajdonosa.

## Életpályája
1945–1950 között a budapesti műegyetem gyengeáramú szakán tanult; 1950-ben villamosmérnöki oklevelet szerzett. 1950–1953 között a Távközlési Kutató Intézet tudományos munkatársa volt. 1959-től a budapesti műegyetem vezeték nélküli híradástechnikai tanszékén adjunktus, 1962-től docens, 1963–1966 között helyettes tanszékvezető és a villamosmérnöki kar dékánhelyettese, 1966–1981 között a mikrohullámú tanszék vezetője volt.
Kutatási területe a félvezető áramkörök és az impulzustechnika. Kidolgozta és oktatta az impulzustechnika alapozó szaktárgyát, és megszervezte az impulzustechnikai laboratóriumot. Impulzustechnikai jegyzeteket, majd tankönyvet írt.
1976-ban tagja volt az Interkozmosz tagországok értekezletén részt vevő magyar kormányküldöttségnek, amelyen bejelentették, hogy meghívják a szocialista országokat, később kiképzendő űrhajósaikkal vegyenek részt a világűr békés célú kutatásában.
Temetése az Óbudai temetőben volt.

## Művei
- Félvezetős impulzustechnika (Áramkörök) (Budapest)
- Rádióvételtechnikai áramkörök tranzisztorokkal (Egyes fokozatok tervezése) (Budapest, 1959)